# 4039 Souseki
4039 Souseki је астероид главног астероидног појаса са средњом удаљеношћу од Сунца која износи 2,417 астрономских јединица (АЈ).
Апсолутна магнитуда астероида је 13,0.